# لويس أرمسترونغ
لويس دانيال آرمسترونغ (بالإنجليزية: Louis Armstrong)‏(4 أغسطس 1901 في نيو أورلينز، لويزيانا - توفي في 6 يوليو 1971 بـنيويورك). ويُعرف بألقابه "ساتشمو" (Satchmo) و"ساتش" (Satch) و"بوبس" (Pops)،كان مغني وعازف جاز أمريكي.
امتدت مسيرته المهنية لأكثر من خمسة عقود، حيث نال شهرة واسعة بفضل أدائه المنفرد وصوته المميز. حصل على العديد من الجوائز، أبرزها جائزة غرامي لأفضل أداء صوتي لمقطوعة "Hello, Dolly!" عام 1965، كما مُنح بعد وفاته جائزة غرامي لإنجاز العمر في عام 1972. امتد تأثيره الموسيقي ليشمل العديد من الأنواع، وسُجل اسمه في عدة قاعات شهيرة مثل قاعة مشاهير موسيقى الجاز وقاعة مشاهير الروك أند رول وقاعة مشاهير البلوز.

## حياته
ولد لويس أرمسترونغ في أسرة فقيرة بنيو أورليانز وترعرع لبعض الوقت عند والدته، تعلم العزف على آلة كورنيت عندما كان يقيم في دار الأطفال، آنذاك كان يعزف مع فرق الجاز في شوارع المدينة. في عام 1922 انتقل لويس إلى مدينة شيكاغو للعمل كعازف في فرقة جو كينج أوليفر. وفي عام 1924 تزوج من المغنية والملحنة ليل هاردن [الإنجليزية]
. سجّل أرمسترونغ عددا من الأسطوانات مع مجموعات سميت «الخمسة الساخنون» و«السبعة الساخنون» و«سافوي بول روم فايف». كما أنه قاد فرقة كبيرة في حقبة الثلاثينات والأربعينات من القرن الماضي. من بين أعماله التي نجحت نجاحا كبيرا هالو دوللي، وماك ذا نايف، كما اشتهر أرمسترونغ أيضا كممثل في أفلام مثل: نيو أورليانز (1947)، المجتمع الراقي (1956)، وهالو دوللي (1969).

## أبرز أعماله
من أشهر أغانيه:
- "What a Wonderful World"
- "La Vie en Rose"
- "Hello, Dolly!"
- "On the Sunny Side of the Street"
- "When the Saints Go Marching In"

كما تعاون مع المغنية إيلا فيتزجيرالد في عدة أعمال منها:
- Ella and Louis (1956)
- Ella and Louis Again (1957)
- Porgy and Bess (1959)

وشارك أيضًا في عدد من الأفلام منها:
- A Rhapsody in Black and Blue (1932)
- High Society (1956)

## تأثيره وإرثه
يُعتبر آرمسترونغ من أول الموسيقيين الأمريكيين من أصول إفريقية الذين وصلوا إلى جماهير عالمية واسعة. كان مغنيًا بارعًا ومرتجِلًا موهوبًا، كما لم يتردد في مناقشة القضايا الاجتماعية، رغم الانتقادات التي تعرض لها أحيانًا من مجتمعه. دافع علنًا عن حقوق الأمريكيين من أصل إفريقي وانتقد التمييز العنصري، خصوصًا خلال أزمة "ليتل روك".

## وصلات خارجية
- لوي أرمسترونغ على موقع IMDb (الإنجليزية)
- لوي أرمسترونغ على موقع الموسوعة البريطانية (الإنجليزية)
- لوي أرمسترونغ على موقع مونزينجر (الألمانية)
- لوي أرمسترونغ على موقع ألو سيني (الفرنسية)
- لوي أرمسترونغ على موقع ميوزك برينز (الإنجليزية)
- لوي أرمسترونغ على موقع أول موفي (الإنجليزية)
- لوي أرمسترونغ على موقع قاعدة بيانات برودواي على الإنترنت (الإنجليزية)
- لوي أرمسترونغ على موقع قاعدة بيانات الأفلام السويدية (السويدية)
- لوي أرمسترونغ على موقع إن إن دي بي (الإنجليزية)
- لوي أرمسترونغ على موقع أول ميوزيك (الإنجليزية)
- أغنيته الشهيرة (هالو دوللي) من موقع يوتيوب على يوتيوب